# La La La (Never Give It Up)
«La La La (Never Give It Up)» (с англ. — «Ла-ла-ла (никогда не перестану)») — дебютный сингл шведской певицы September, выпущенный 2 июня 2003 года на лейбле Stockholm Records. Песня стала лид-синглом с альбома September, который вышел в 2004 году. Песня вошла в топ-10 чартов Швеции и Румынии, в России песня поднялась до 4 места.

## Список композиций
- CD single

1. «La La La (Never Give It Up)» (Radio Version) — 3:18
2. «La La La (Never Give It Up)» (Extended Version) — 5:52

- CD maxi-single and digital download

1. «La La La (Never Give It Up)» (Radio Version) — 3:18
2. «La La La (Never Give It Up)» (Extended Version) — 5:52
3. «La La La (Never Give It Up)» (Soulful Disco Mix Short) — 3:24
4. «La La La (Never Give It Up)» (Soulful Disco Mix Long) — 5:07

## Чарты

### Еженедельные чарты
| Чарт (2003)                | Пиковая позиция |
| -------------------------- | --------------- |
| СНГ (TopHit)               | 4               |
| Румыния (Romanian Top 100) | 7               |
| Швеция (Sverigetopplistan) | 8               |

### Годовые чарты
| Чарт (2003)  | Позиция |
| ------------ | ------- |
| СНГ (Tophit) | 20      |